# Conrad Thulemeyer
Conrad Thulemeyer (* 30. April 1625 in Bega, heute Ortsteil von Dörentrup, Kreis Lippe; † 2. Juni 1683 in Bremen; auch Thulemeier) war ein deutscher Mediziner.

## Leben
Thulemeyer war Doktor der Medizin und Stadtphysicus in Bremen.  Am 3. Oktober 1653 heiratete er in Bremen Anna Margarethe Kotzenberg (geboren 1624 in Horn, gestorben zwischen 1683 und 1700), die Tochter von Johann Hermann Kotzenberg, Kanzler zu Detmold, und dessen zweiter Ehefrau Elisabeth von der Lippe (1585–1664). Später wurde er Leibarzt am Hof der Landgräfin Eleonore Katharine von Pfalz-Zweibrücken-Kleeburg. Sein Sohn ist der Gelehrte Heinrich Günther von Thulemeyer (um 1654–1714).
Conrad Thulemeyer wurde in der evangelischen St. Stephani-Kirche zu Bremen beerdigt.